# زبان آلمانی
زبان آلمانی (Deutsch, تلفظ [dɔʏtʃ] ()) یک زبان طبیعی از خانوادهٔ زبانی زبان‌های هندواروپایی از شاخهٔ زبان‌های ژرمنی غربی است که بیشتر در اروپای مرکزی گفتگو می‌شود. آلمانی در آلمان، اتریش، سوئیس، تیرول جنوبی، جامعه آلمانی‌زبان بلژیک و لیختن‌اشتاین پرگویشورترین زبان و رسمی است. این زبان همچنین یکی از زبان‌های رسمی لوکزامبورگ و استان اوپوله لهستان نیز به‌شمار می‌رود. زبان آلمانی بیشترین شباهت را با سایر زبان‌های ژرمنی غربی، از جمله انگلیسی، آفریکانس، هلندی، فریسی، آلمانی سفلی، لوکزامبورگی، اسکاتس و ییدیش دارد. آلمانی همچنین شباهت‌های واژگانی بسیاری با زبان‌های دانمارکی، نروژی و سوئدی از گروه ژرمنی شمالی، دارد. آلمانی پس از انگلیسی دومین زبان ژرمنی پرگویشور است.
آلمانی با داشتن تقریباً ۱۰۰ میلیون گویشور بومی در سراسر جهان، یکی از زبان‌های بزرگ جهان و پرگویشورترین زبان مادری در اتحادیه اروپا است. آلمانی همچنین پس از انگلیسی و فرانسوی سومین زبان خارجی و از نظر گویشوران کل، دومین زبان بزرگ در اتحادیهٔ اروپا است. آلمانی از نظر آموزش پس از انگلیسی پرکاربردترین زبان خارجی در دبستان‌ها و پس از انگلیسی و فرانسوی پرکاربردترین زبان خارجی در دبیرستان‌های اتحادیهٔ اروپا و پس از اسپانیایی، فرانسوی و زبان اشارهٔ آمریکایی چهارمین زبان غیرانگلیسی در ایالات متحده است. این زبان همچنین دومین زبان علمی پرکاربرد و پس از انگلیسی و روسی سومین زبان پرکاربرد در وب‌سایت‌ها است. یک دهم کتاب‌ها در جهان (شامل کتاب‌های الکترونیکی) به زبان آلمانی منتشر می‌شوند و کشورهای آلمانی‌زبان از نظر انتشار سالانهٔ کتاب‌های جدید، در رتبه پنجم قرار دارند. در انگلستان، در کسب‌وکارها آلمانی و فرانسوی پرمتقاضی‌ترین زبان‌های خارجی هستند (به ترتیب ۴۹٪ و ۵۰٪ مشاغل این دو زبان را پرکاربردترین زبان‌ها می‌دانند).
آلمانی زبانی اشتقاقی است که چهار حالت برای اسم، ضمیر و صفت (نهادی، مفعولی، وابستگی، برایی)؛ سه جنس (مردانه، زنانه، خنثی) و دو شمار (مفرد، جمع) دارد. آلمانی فعل‌های قوی و ضعیف دارد. بیشتر واژگان این زبان از شاخهٔ ژرمنی باستان، خانوادهٔ زبان‌های هندواروپایی می‌آیند. بخش دیگری از واژگان آن بیشتر از لاتین و یونانی و تا حد کمتری از فرانسوی و انگلیسی نو گرفته شده‌اند. آلمانی یک زبان چندکانونی است و گونه‌های معیار آن شامل آلمانی، اتریشی و سوئیسی هستند. این زبان همچنین طیف گسترده‌ای از گویش‌ها و گونه‌های مختلف در سراسر اروپا و سایر نقاط جهان دارد. ایتالیا تمام اقلیت‌های آلمانی‌زبان در قلمرو خود را به عنوان اقلیت‌های ملی تاریخی به رسمیت می‌شناسد و از گونه‌های آلمانی که در چندین منطقه در شمال ایتالیا علاوه بر تیرول جنوبی صحبت می‌شوند، محافظت می‌کند. به دلیل فهم متقابل کم میان گونه‌های خاصی از آلمانی و آلمانی معیار و همچنین عدم وجود تمایز علمی و بدون اختلاف میان «گویش» و «زبان»، برخی از گونه‌های آلمانی یا گروه‌های گویشی (به عنوان مثال آلمانی سفلی یا پلات‌دیچ) را می‌توان به عنوان «زبان» یا «گویش» توصیف کرد.

## نام
آلمانی در زبان‌های گوناگون نام‌های گوناگونی دارد. در خود آلمانی واژهٔ دُیْچ (به آلمانی: Deutsche) استفاده می‌شود که در آغاز به معنای «مردمی» یا «متعلق به مردم» بوده است. نام آلمانی در فارسی و زبان‌هایی همچون فرانسوی، اسپانیایی، عربی و ترکی از نام قبیلهٔ آلامان، که قبیله‌ای از ژرمن‌های سوئبی بود، گرفته شده است. مردم این قبیله در گذشته در آلزاس امروزی و بخش‌هایی از بادن-وورتمبرگ و سوئیس زندگی می‌کردند.

## تاریخ

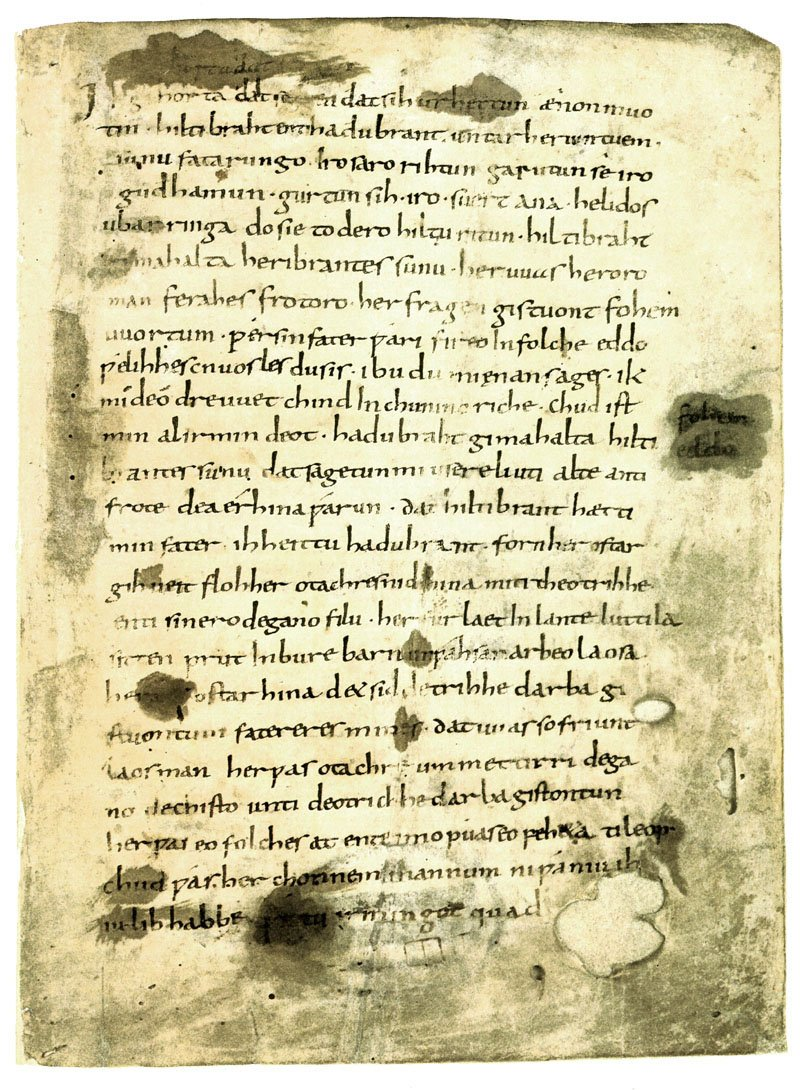
صفحه اول هیلدهبرند مربوط به سده نهم

### آلمانی بالای باستان
تاریخ زبان آلمانی با تغییر همخوانی آلمانی بالا در دورهٔ مهاجرت‌ها آغاز می‌شود که گویش‌های آلمانی بالای باستان را از ساکسونی باستان جدا می‌کند. این تغییر صوتی شامل تغییرات قابل ملاحظه در تلفظ همخوان‌های انسدادی (سه همخوان واک‌دار ب (b)، د (d)، گ (g) و سه همخوان بی‌واک پ (p)، ت (t) و ک (k)) بود. اثرات اصلی آن به شرح زیر است.
- همخوان‌های انسدادی بی‌واک پس از یک واکه، به همخوان‌های سایشی بی‌واک کشیده (مشدد) تبدیل شدند.
- همخوان‌های انسدادی بی‌واک در آغاز واژگان یا پس از همخوان‌های خاصی به همخوان‌های انسایشی تبدیل شدند؛
- همخوان‌های انسدادی واک‌دار در تنظیمات آوایی خاصی بی‌واک شدند. [۵]

| انسدادی بی‌واک پس از واکه | انسدادی بی‌واک در آغاز واژه | انسدادی واک‌دار |
| ------------------------ | -------------------------- | -------------- |
| / p / → / ff /           | / p / → / pf /             | / b / → / p /  |
| / t / → / ss /           | / t / → / ts /             | / d / → / t /  |
| / k / → / xx /           | / k / → / kx /             | / g / → / k /  |

در حالی که شواهد نوشتاری از آلمانی بالای باستان در چندین کتیبهٔ فوتارک باستان مربوط به آغاز سدهٔ ششم میلادی وجود دارد، دورهٔ آلمانی بالای باستان به‌طور کلی با ابروگانز (نوشته‌شده در حدود ۷۶۵ –۷۷۵ م) آغاز می‌شود که یک واژه‌نامهٔ آلمانی-لاتین بود که بیش از ۳٬۰۰۰ واژه آلمانی بالا با برابر لاتین آن‌ها را در بر می‌گرفت. پس از ابروگانز، نخستین آثار منسجم به آلمانی بالای باستان در سدهٔ نهم پدیدار شدند که مهم‌ترین آن‌ها موسیپیلی، افسون‌های مرسبورگ، هیلدهبرند و دیگر متون دینی بودند. 
به‌طور کلی، متون برجای‌مانده از آلمانی بالای باستان طیف گسترده‌ای را از گوناگونی گویشی با یکنواختی نوشتاری بسیار کم نشان می‌دهند. سنت نوشتاری آلمانی بالای باستان در آغاز بیشتر به دلیل ترجمهٔ آثار لاتین به زبان‌های محلی در صومعه‌ها و کتابت‌خانه‌ها تداوم یافت. در نتیجه، نوشته‌های برجای‌مانده با گویش‌های منطقه‌ای بسیار متفاوت نوشته شده‌اند و از نفوذ لاتین قابل توجهی، به ویژه در واژگان، برخوردار هستند.  در این مرحله صومعه‌ها، جایی که بیشتر آثار نوشتاری تولید می‌شدند، تحت سلطهٔ لاتین بودند و از آلمانی فقط گاهی در نوشتن رسمی و کلیسایی استفاده می‌شد.
زبان آلمانی در طی دورهٔ آلمانی بالای باستان هنوز عمدتاً یک زبان گفتاری و گویش‌های پرشمار و همچنین یک سنت شفاهی بسیار گسترده‌تر از سنت نوشتاری داشت. آلمانی بالای باستان که به تازگی از تغییرات همخوانی رهایی یافته بود، یک زبان نسبتاً جدید و ناپایدار بود و از آن پس هم در آن شماری تغییرات آوایی، واجی، صرفی و نحوی رخ داد. عدم معیارسازی این زبان تا پایان دوره‌اش در سال ۱۰۵۰ به دلیل کمبود آثار نوشتاری، بی‌ثباتی زبان و بی‌سوادی گسترده در آن زمان، بود.

### آلمانی بالای میانه
گرچه توافق کاملی در مورد تاریخ دورهٔ آلمانی بالای میانه وجود ندارد، اما به‌طور کلی از ۱۰۵۰ تا ۱۳۵۰ در نظر گرفته می‌شود.  در این دوره قلمرو جغرافیایی قبایل ژرمن، و در نتیجه شمار آلمانی‌زبانان، گسترش قابل توجهی یافت. در دورهٔ آلمانی بالای باستان قبایل ژرمن در شرق فقط تا رودخانه‌های الب و زاله پراکنده بودند اما با آغاز این دوره شماری از این قبایل این مرز شرقی را رد و به قلمرو اسلاوها وارد شدند. با افزایش ثروت و گسترش جغرافیایی گروه‌های ژرمنی، استفاده از زبان آلمانی در دربار اشراف به عنوان زبان معیار دادرسی رسمی و ادبیات افزایش یافت.  نمونهٔ بارز آن mittelhochdeutsche Dichtersprache بود که در دادگاه اشتاوفر در شوابن به عنوان یک زبان نوشتاری معیار فراگویشی به کار گرفته می‌شده است. در حالی که این تلاش‌ها هنوز از نظر منطقه‌ای محدود بود، به مرور استفاده از آلمانی به جای لاتین برای برخی اهداف رسمی آغاز شد، که نیاز بیشتر به تنظیم قراردادهای نوشتاری را در پی داشت.
دورهٔ آلمانی بالای میانه بالا به‌طور کلی زمانی که مرگ سیاه در سال‌های ۱۳۴۶–۵۳ بخش بزرگی از جمعیت اروپا را از بین برد، پایان می‌یابد. 

### آلمانی بالای نو پیشین
آلمانی نوین با دوره آلمانی بالای نو پیشین آغاز می‌شود که از ۱۳۵۰ آغاز شد و تا ۱۶۵۰ و با پایان جنگ سی ساله پایان یافت.  در این دوره آلمانی بیش از پیش به عنوان زبان اصلی رسیدگی به دادگاه‌ها جایگزین لاتین شد و رشد ادبیات در ایالت‌های آلمان به‌طور فزاینده‌ای مشاهده شد. گرچه این ایالت‌ها هنوز در کنترل امپراتوری مقدس روم و به دور از هر گونه وحدتی بودند، میل به وجود یک زبان نوشتاری منسجم و قابل فهم در همه بخش‌های آلمانی‌زبان شاهزاده‌نشینها و پادشاهی‌ها بیش از همیشه حس می‌شد. آلمانی به عنوان یک زبان گفتاری، در طول این دوره بسیار شکسته بود چرا که گویش‌های منطقه‌ای بسیاری داشت که اغلب برای هم قابل درک نبودند. اختراع چاپ فشاری در حدود ۱۴۴۰ و انتشار ترجمه لوتر از کتاب مقدس در سال ۱۵۳۴، تأثیر بسزایی در معیارسازی زبان آلمانی به عنوان یک زبان نوشتاری فراگویشی داشت.
با انتشار ترجمه محلی لوتر از کتاب مقدس، آلمانی در برابر لاتین به عنوان یک زبان قانونی برای موضوعات درباری، ادبی و اکنون کلیسایی مطرح شد. کتاب مقدس او در ایالت‌های آلمان همه‌گیر شد و تقریباً هر خانوار نسخه‌ای از آن را در اختیار داشت.  با وجود تأثیر کتاب مقدس لوتر به عنوان یک زبان معیار غیررسمی، گونه معیار کاملاً پذیرفته‌شده آلمانی نوشتاری در اواسط سده هجدهم پدیدار شد. 

### امپراتوری اتریش

نقشه قومی‌زبانی اتریش-مجارستان در سال ۱۹۱۰؛ مناطق آلمانی‌زبان به رنگ قرمز نشان داده شده است.

زبان آلمانی زبان تجارت و دولت در امپراتوری هابسبورگ بود که منطقه وسیعی از اروپای مرکزی و شرقی را در بر می‌گرفت. تا میانه سده نوزدهم، این زبان اساساً زبان ساکنان شهرها در بیشتر مناطق امپراتوری بود. استفاده از آن نشان می‌داد که گویشورش یک بازرگان یا شخصی از یک منطقه شهری، صرف نظر از ملیتش، است.
پراگ (به آلمانی: Prag) و بوداپست (بودا، آلمانی: Ofen)، به عنوان دو نمونه از مناطق آلمانی‌شده در سال‌های پس از پیوست به امپراتوری هابسبورگ مطرح شدند و برخی از شهرهای دیگر مانند پوزسونی (آلمانی: Pressburg، براتیسلاوا کنونی) در اصل در دوره هابسبورگ ایجاد شدند و در آن زمان بیشتر آلمانی‌نشین بودند. پراگ، بوداپست، براتیسلاوا و شهرهایی همانند زاگرب (آلمانی: Agram) یا لیوبلیانا (آلمانی: Laibach)، اقلیت‌های آلمانی قابل توجهی داشتند.
در استانهای شرقی بانات، بوکوفینا و ترانسیلوانیا (به آلمانی: Banat, Buchenland, Siebenbürgen)، آلمانی نه تنها در شهرهای بزرگتر -همانند Temeschburg (تیمیموآرا)، Hermannstadt (سیبیو) و Kronstadt (براشوو)- زبان غالب بود، بلکه همچنین در بسیاری از شهرهای کوچکتر و روستاها در مناطق اطراف نیز غلبه داشت. 

### معیارسازی
جامع‌ترین راهنمای واژگان زبان آلمانی در فرهنگ لغت Deutsches Wörterbuch یافت می‌شود. این فرهنگ لغت را برادران گریم در ۱۶ بخش در سال‌های ۱۸۵۲ تا ۱۸۶۰ ایجاد کرده‌اند. در سال ۱۸۷۲، قانون‌های دستوری و نوشتاری آلمانی برای نخستین بار در کتاب راهنمای دودن منتشر شدند. 
در سال ۱۹۰۱، دومین کنفرانس نوشتاری با معیارسازی کامل آلمانی نوشتاری به پایان رسید و کتاب راهنمای دودن به عنوان تعریف معیار آن اعلام شد.  در شمال آلمان، آلمانی معیار برای بیشتر ساکنان که گویش‌های بومی آن‌ها زیرگروه آلمانی پایین بود، یک زبان خارجی به‌شمار می‌رفت. با این وجود آلمانی معیار معمولاً فقط در نوشتار یا سخنرانی رسمی به کار گرفته می‌شد. در واقع، آلمانی بالای معیار بیشتر یک زبان نوشتاری بود و با هیچ‌یک از گویش‌های گفتاری سراسر مناطق آلمانی‌زبان تا حدود سده ۱۹ یکسان نبود.
اصلاحات رسمی در قوانین سال ۱۹۰۱ آلمانی معیار برای سال‌ها انجام نشد تا اینکه در سال ۱۹۹۶ اصلاحات بحث‌برانگیزی با هماهنگی همه دولت‌های کشورهای آلمانی‌زبان بر آن اعمال شد.  امروزه زبان رسانه‌ها و آثار نوشتاری تقریباً همواره به آلمانی معیار است که اغلب به آن Hochdeutsch، «آلمانی بالا» گفته می‌شود و در تمام مناطق آلمان‌زبان قابل درک است.

## دسته‌بندی

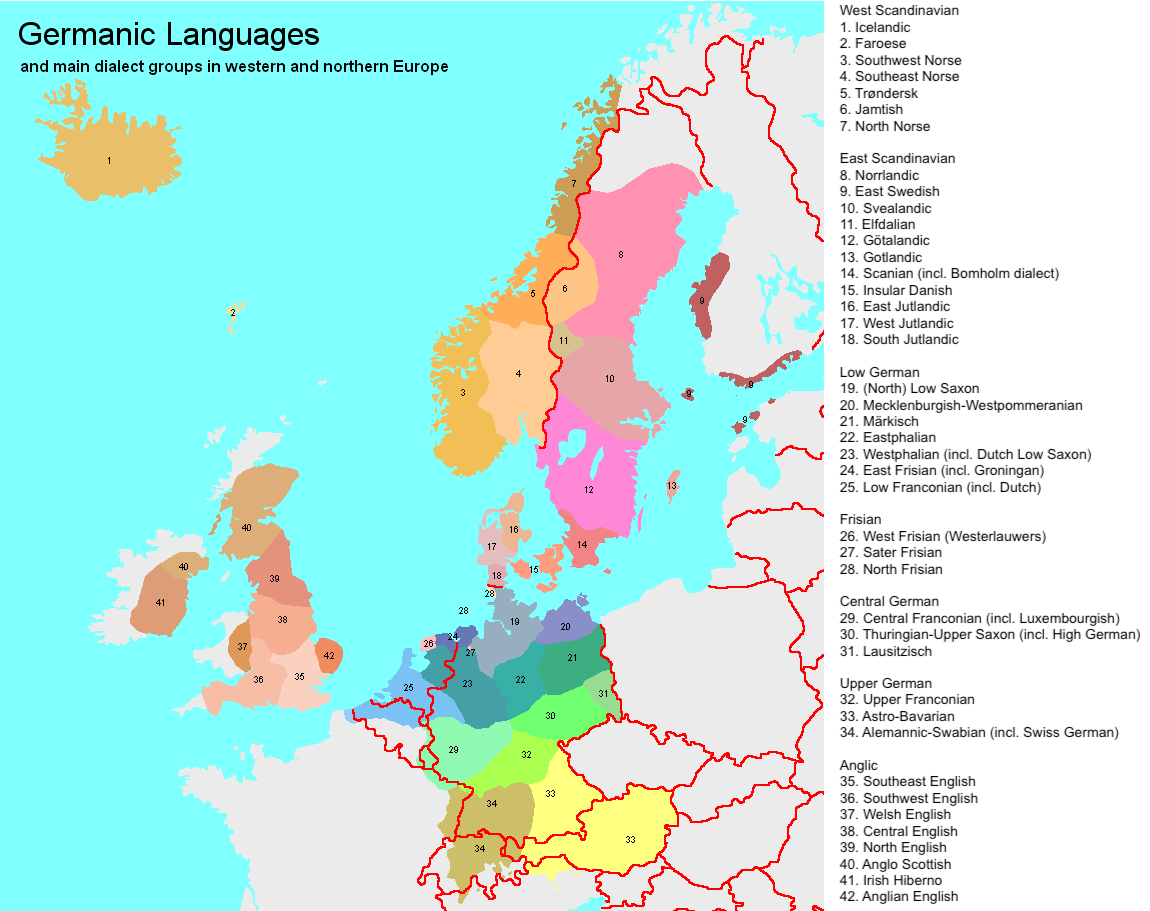
زبان‌های ژرمنی در اروپا

آلمانی معیار نوین یک زبان ژرمنی غربی در شاخه ژرمنی زبان‌های هندواروپایی است. زبان‌های ژرمنی به‌طور سنتی به سه شاخه ژرمنی شمالی، ژرمنی شرقی و ژرمنی غربی تقسیم می‌شوند. نخستین شاخه از آن‌ها شامل زبان‌های نوین دانمارکی، سوئدی، نروژی، فاروئی و ایسلندی می‌شود که همگی از نوادگان نورس باستان هستند. زبان‌های ژرمنی شرقی اکنون منقرض شده‌اند و گوتی تنها زبان در این شاخه است که در آثار نوشتاری از آن باقی مانده است. زبان‌های ژرمنی غربی، زیرگروه‌های گویشی گسترده‌تری دارند و اکنون زبان‌های نوینی همچون انگلیسی، آلمانی، هلندی، ییدیش، آفریکانس و غیره اعضای آن هستند. 
در زنجیره گویشی زبان‌های ژرمنی غربی، خطوط بنرات و اوردینگن (که به ترتیب از دوسلدورف-بنرات و کرفلد-اوردینگن رد می‌شوند) برای تمایز گویش‌های آلمانی که تحت تأثیر تغییر همخوانی آلمانی بالا قرار گرفته‌اند (جنوب بنرات) از آن‌هایی که نگرفته‌اند (شمال اوردینگن) به کار می‌روند. گویش‌های جنوب این خطوط آلمانی بالا (شماره‌های ۲۹–۳۴ روی نقشه) و گویش‌های شمال آن‌ها آلمانی پایین/ساکسونی پایین (شماره‌های ۱۹–۲۴) و فرانکی پایین (شماره ۲۵) نامیده می‌شوند. آلمانی بالا، آلمانی پایین و فرانکی پایین به عنوان اعضای خانواده ژرمنی غربی به ترتیب می‌توانند با نام‌های تاریخی ایرمینونی، اینگوائیونی و ایستوائیونی نیز شناخته شوند. این دسته‌بندی نشانگر تبار تاریخی آن‌ها از گویش‌هایی است که ایرمینون‌ها (یا گروه البه)، اینگوائیون‌ها (یا گروه آلمانی دریای شمال) و ایستوائیون‌ها (یا گروه وزر-راین) به آن گفتگو می‌کنند.
آلمانی معیار بر پایه ترکیبی از تورینگی-ساکسونی بالا، فرانکی بالا و گویش‌های باواریایی است که همگی از گویش‌های آلمانی میانه و آلمانی بالا هستند که به شاخه ایرمینونی آلمانی بالا تعلق دارند (شماره‌های ۲۹–۳۴). بنابراین آلمانی به سایر زبان‌هایی که بر پایه آلمانی بالا هستند، همانند لوکزامبورگی (بر پایه گویش‌های فرانکی مرکزی – شماره ۲۹) و ییدیش است. گویش‌های آلمانی بالا در جنوب کشورهای آلمانی‌زبان، همانند آلمانی سوئیسی (گویش‌های آلمانیش – شماره ۳۴) و گویش‌های آلمانی پرشمار ناحیه گرانت است فرانسه، همانند آلزاسی (آلمانیش و فرانکی بالا - (شماره ۳۲)) و فرانکی لورین (فرانکی مرکزی – شماره ۲۹) نیز به آلمانی معیار مرتبط هستند.

## پراکندگی جغرافیایی
نمودار گویشوران آلمانی در جهان
با در نظر گرفتن آلمانی‌های دور از وطن، آلمانی‌زبانان در همه قاره‌های مسکونی جهان پراکنده شده‌اند. برای ارزیابی شمار گویشوران هر زبان در سراسر جهان، همیشه کمبود اطلاعات کافی و قابل اعتماد مانع راه است. برای به دست آوردن شمار دقیق و جهانی آلمانی‌زبانان بومی، این امر با وجود گونه‌های مختلفی که وضعیت آن‌ها به عنوان «زبان» یا «گویش» جداگانه به دلایل سیاسی و/یا زبانی مورد اختلاف است، از جمله گونه‌های خاصی از آلمانیش (همانند آلزاسی) و آلمانی پایین/پلات‌دیچ.  بسته به درج یا حذف گونه‌های خاصی، تخمین زده می‌شود که تقریباً ۹۰ تا ۹۵ میلیون نفر آلمانی را به عنوان زبان اول،   ۱۰ تا ۲۵ میلیون به عنوان زبان دوم  و ۷۵ تا ۱۰۰ میلیون به عنوان زبان خارجی صحبت می‌کنند. این به معنای وجود تقریباً ۱۷۵ تا ۲۲۰ میلیون آلمانی‌زبان در سراسر جهان است. تخمین زده می‌شود که بدون در نظر گرفتن مهارت افراد در آلمانی، حدود ۲۸۰ میلیون نفر در سراسر جهان حداقل مقداری آلمانی می‌دانند.

### اروپا و آسیا

وضعیت‌های قانونی آلمانی در اروپا:

در سال ۲۰۱۲ آلمانی زبان مادری حدود ۹۰ میلیون نفر یا ۱۶٪ از جمعیت اتحادیه اروپا بود که پس از روسی دومین زبان پرگویشور و از نظر گویشوران کل نیز پس از انگلیسی دومین زبان بزرگ بود. منطقه‌ای در مرکز اروپا که آلمانی زبان نخست بیشینه جمعیت و وضعیت رسمی دارد. «پهنه آلمانی» (شپراخروم - Sprachraum) نام دارد. این شامل ۸۸ میلیون گویشور بومی و ۱۰ میلیون گویشور زبان دوم (برای نمونه مهاجران) می‌شود. بدون در نظر گرفتن زبان‌های اقلیت محلی، آلمانی تنها زبان رسمی کشورهای زیر است:
- آلمان (عملاً، در قانون اساسی صریحاً اشاره نشده است)؛
- اتریش (قانوناً)؛
- ۱۷ کانتون سوئیس (قانوناً)؛
- لیختن اشتاین (قانوناً).

آلمانی یکی از زبان‌های رسمی کشورهای زیر است:
- استان خودمختار تیرول جنوبی در ایتالیا (همچنین زبان بیشینه)؛
- بلژیک (به عنوان زبان بیشینه فقط در جامعه آلمانی‌زبان، که ۲٪ از جمعیت بلژیک را تشکیل می‌دهد)؛
- سوئیس، آلمانی در سطح فدرال با فرانسوی، ایتالیایی و رومانش مشترکاً زبان رسمی است و در سطح محلی در چهار کانتون برن (همراه با فرانسوی)، فریبورگ (همراه با فرانسوی)، گراوبوندن (همراه با ایتالیایی و رومانش) و وله (همراه با فرانسوی) رسمی است
- لوکزامبورگ، همراه با فرانسوی و لوکزامبورگی.

#### بیرون از پهنه

دانش آلمانی در کشورهای اتحادیه اروپا

اگرچه اخراج و جذب (اجباری) پس از دو جنگ جهانی شمار آلمانی‌زبانان را در مناطق مجاور و جدا شده از پهنه آلمانی بسیار کاهش داد، هنوز هم جوامع اقلیت آلمانی‌زبان بومی که اغلب دوزبانه هستند، یافت می‌شوند.
در اروپا و آسیا، زبان آلمانی زبان اقلیت به رسمیت شناخته‌شده در کشورهای زیر است:
- بوسنی و هرزگوین[۱۹]
- جمهوری چک
- دانمارک
- مجارستان
- ایتالیا [۲۰]
- قزاقستان[۲۱][۲۲]
- لهستان (آلمانی زبان کمکی در ۳۱ کمون است[۲۳])
- رومانی
- روسیه[۲۴]
- اسلواکی[۲۵]
- اوکراین[۲۵]

در فرانسه، گونه‌های آلمانی بالای آلزاسی و فرانکی موزلی به عنوان «زبان‌های منطقه‌ای» شناخته می‌شوند، اما منشور اروپایی زبان‌های محلی یا اقلیت سال ۱۹۹۸ هنوز توسط دولت تصویب نشده است.

### آفریقا

#### نامیبیا

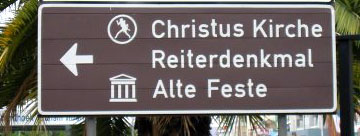
تابلویی به آلمانی در ویندهوک، پایتخت نامیبیا

نامیبیا از سال ۱۸۸۴ تا ۱۹۱۹ مستعمره امپراتوری آلمان بود. هنوز ۲۵ تا ۳۰ هزار نفر آلمانی را به عنوان زبان مادری صحبت می‌کنند که عمدتاً از نوادگان مهاجران آلمانی هستند. دوره استعمار آلمان در نامیبیا همچنین منجر به تکامل یک زبان پیجین بر پایه آلمانی معیار به نام «آلمانی سیاه نامیبیایی» شد که به زبان دوم بخشی از جمعیت بومی تبدیل شد. این زبان هرچند امروزه تقریباً منقرض شده است، اما برخی از نامیبیایی‌های کهن‌سال هنوز آن را می‌دانند. 
آلمانی، در کنار انگلیسی و آفریکانس، در نامیبیا از سال ۱۹۸۴ تا استقلال آن از آفریقای جنوبی در سال ۱۹۹۰، زبان رسمی بود. در این دوره، دولت نامیبیا آفریکانس و آلمانی را به عنوان نمادهای آپارتاید و استعمار تصور می‌کرد و تصمیم گرفت انگلیسی را به عنوان تنها زبان رسمی معرفی کند چرا که انگلیسی زبانی «خنثی» بود و در آن زمان در نامیبیا عملاً هیچ انگلیسی‌زبان بومی وجود نداشت. آلمانی، آفریکانس و چندین زبان بومی طبق قانون «زبان ملی» و عناصر میراث فرهنگی ملت معرفی شدند و اطمینان داده شد که دولت حضور آن‌ها را در کشور تأیید و حمایت می‌کند. امروزه، آلمانی در نامیبیا در بخش‌های گسترده‌ای، به ویژه تجارت و گردشگری، و همچنین کلیساها، مدارس، ادبیات، رادیو و موسیقی کاربرد دارد. Allgemeine Zeitung یکی از سه روزنامه بزرگ در نامیبیا و تنها روزنامه آلمانی‌زبان آفریقا است.

#### آفریقای جنوبی
در آفریقای جنوبی حدود ۱۲٬۰۰۰ نفر به آلمانی یا گونه‌ای از آن به عنوان زبان نخست صحبت می‌کنند که بیشتر از نوادگان موج‌های مختلف مهاجرتی در طول سده‌های ۱۹ و ۲۰ هستند، گویشوران گونه‌ای از آلمانی پایین در وارتبورگ و پیرامون آن متمرکز هستند. شهر کوچک کروندال در استان شمال غربی نیز جمعیت بیشینه آلمانی‌زبان دارد. قانون اساسی آفریقای جنوبی آلمانی را به عنوان یک زبان «رایج» معرفی می‌کند و هیئت زبان پان آفریقای جنوبی موظف به ارتقا و اطمینان از احترام به آن است. این جامعه با چندین مدرسه بین‌المللی آلمانی مانند دویچه شول پرتوریا پشتیبانی می‌شود.

### آمریکای شمالی

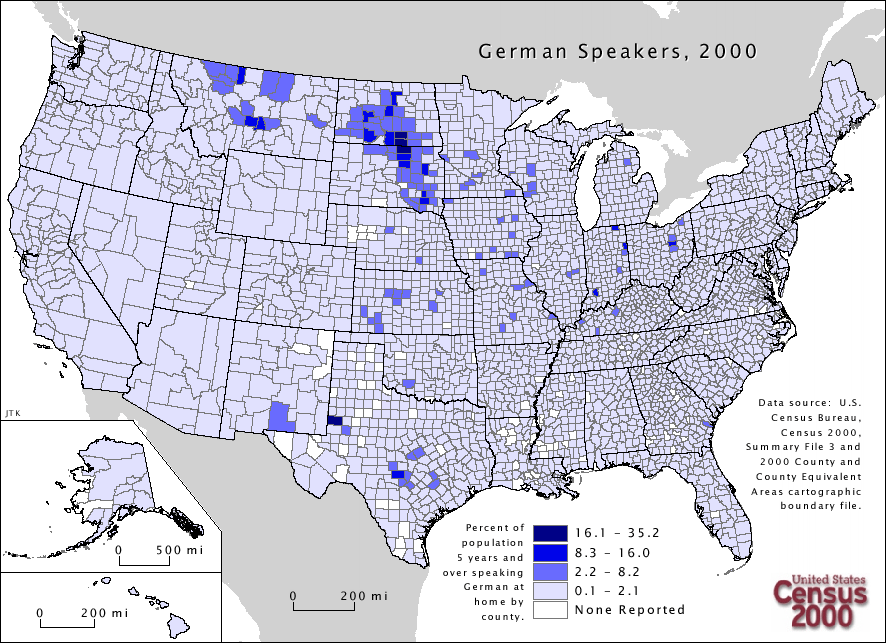
زبان آلمانی بر پایه شهرستان در ایالات متحده

در ایالات متحده، ایالت‌های داکوتای شمالی و داکوتای جنوبی تنها ایالت‌هایی هستند که آلمانی پس از انگلیسی رایج‌ترین زبان در خانه است. نام‌های جغرافیایی آلمانی را می‌توان در سراسر منطقه غرب میانه کشور، مانند نیو اولم و بسیاری از شهرهای دیگر مینه‌سوتا، بیسمارک (مرکز ایالت داکوتای شمالی)، مونیخ، کارلسروهه و استراسبورگ (به نام شهری نزدیک اودسا در اوکراین) در داکوتای شمالی؛ نیو برانفلز، فردریکسبرگ، وایمار و مونستر در تگزاس؛ کورن (کورن سابق)، کیفر و برلین در اوکلاهما و کیل، برلین و جرمن‌تاون در ویسکانسین یافت.
در کانادا، طبق آخرین سرشماری در سال ۲۰۰۶، تعداد ۶۲۲٬۶۵۰ نفر آلمانی‌زبان وجود دارد که یک جامعه فعال در کیچنر، انتاریو دارند. شهرهای بزرگی همچون مونترال، تورنتو و ونکوور نیز گروه‌های بزرگ آلمانی‌زبان دارند.

### آمریکای جنوبی

#### برزیل

شهرداری‌هایی در اسپیریتو سانتو که آلمانی زبان رسمی دوم آن‌هاست

در برزیل، بیشترین تراکم آلمانی‌زبان‌ها در ایالت‌های ریو گرانده جنوبی، سانتا کاتارینا، پارانا، سائو پائولو و اسپریتو سانتو است.
وضعیت رسمی آلمانی در برزیل به شرح زیر است:
- اسپیریتو سانتو (زبان فرهنگی در سراسر ایالت)[۳۴][۳۵][۳۶]
  - دومینگوس مارتینز
  - ایتارانا،[۳۷][۳۸]
  - لارانجا دا ترا
  - پانکاس
  - سانتا ماریا د ژتیبا
  - ویلا پاوئو
- ریو گراند دو سول (آلمانی بخش جدایی‌ناپذیری از میراث تاریخی و فرهنگی این ایالت است)[۳۹]
  - سانتا ماریا دو هروال
  - کانگوچو
- سانتا کاتارینا[۳۳]
  - آنتونیو کارلوس
  - پومرود

#### سایر کشورهای آمریکای جنوبی
مقالات اصلی: گویش کلونیرو، آلمانی شیلیایی
گروه‌های بزرگی از آلمان‌زبان‌ها در آرژانتین، شیلی، پاراگوئه، ونزوئلا، پرو و بولیوی وجود دارند.
تأثیر مهاجرت آلمانی‌ها در سده نوزدهم به جنوب شیلی به حدی بود که بالدیبیا برای مدتی یک شهر دو زبانه اسپانیایی-آلمانی بود که در آن «تابلوها و پلاکاردها همواره به آلمانی و اسپانیایی بودند».  بدین ترتیب می‌توان آلمانی را بستره گویش اسپانیایی جنوب شیلی دانست.  برای نمونه واژه اسپانیایی جنوب شیلی برای سیاه‌توت، گیاهی که در همه جای جنوب شیلی یافت می‌شود، به جای واژگان معمول Mora و zarzamora در اسپانیایی، murra است که ریشه آلمانی دارد. 

### اقیانوسیه
در استرالیا، ایالت استرالیای جنوبی در دهه ۱۸۴۰ موج آشکاری از مهاجرت از پروس (به ویژه منطقه سیلزی) را تجربه کرد. آن‌ها به دلیل دوری از سایر آلمانی‌زبانان و تماس با انگلیسی استرالیایی، به یک گویش منحصر به فرد معروف به آلمانی باروسا گفتگو می‌کنند، که بیشتر در دره باروسا در نزدیکی آدلاید رایج است. استفاده از آلمانی با رخداد جنگ جهانی اول و احساسات غالب ضدآلمانی در میان مردم و اقدامات مربوط در دولت، به شدت کاهش یافت. این زبان تا سده ۲۰ همچنان به عنوان زبان اول استفاده می‌شد، اما اکنون استفاده از آن به چند گویشور قدیمی محدود شده است.
مهاجرت آلمانی‌ها به نیوزیلند در سده نوزدهم کمتر از مهاجرت انگلیسی‌ها، ایرلندی‌ها و شاید حتی اسکاندیناویایی‌ها بود. با این وجود، در این کشور جوامع آلمانی‌زبان بزرگی تا دهه‌های اول سده ۲۰ وجود داشت. آلمانی‌زبانان بیشتر در پوهوی، نلسون و گور اقامت گزیدند. در آخرین سرشماری (۲۰۱۳)، ۳۶٬۶۴۲ نفر در نیوزیلند به آلمانی صحبت کردند و آلمانی پس از انگلیسی و فرانسوی سومین زبان اروپایی و در کل نهمین زبان رایج در نیوزیلند بود.
همچنین یک کریول مهم آلمانی، به نام Unserdeutsch، در مستعمره سابق آلمان در گینه نو آلمان، سراسر میکرونزی و شمال استرالیا (یعنی قسمت‌های ساحلی کوئینزلند و استرالیای غربی) توسط چند سالمند صحبت می‌شود. خطر انقراض آن جدی است و تلاش‌ها برای احیای این زبان توسط پژوهشگران در حال انجام است. 

### زبان خارجی

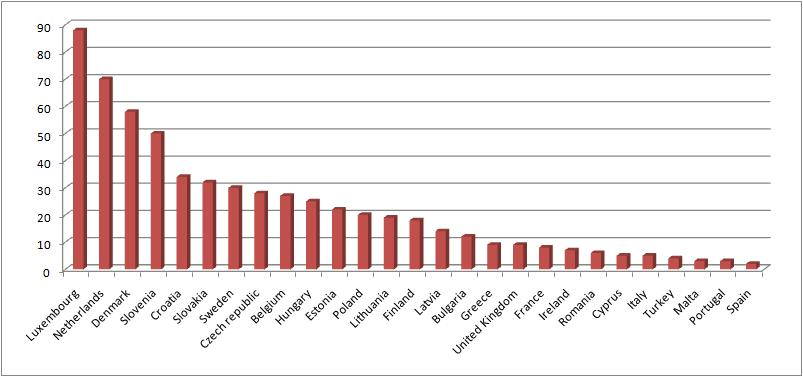
میزان دانش آلمانی به عنوان یک زبان خارجی در کشورهای عضو اتحادیه اروپا (+ ترکیه)، در درصد جمعیت بزرگسال (۱۵+)، ۲۰۰۵

آلمانی مانند فرانسوی و اسپانیایی به زبان دوم معیار خارجی در جهان غرب تبدیل شده است. آلمانی پس از انگلیسی در رتبه دوم در میان پرکاربردترین زبان‌های خارجی اتحادیه اروپا (هم تراز با فرانسوی) و روسیه است. از نظر شمار دانش‌آموزان در همه مقاطع تحصیلی، آلمانی در اتحادیه اروپا (پس از انگلیسی و فرانسوی)، و در ایالات متحده (پس از اسپانیایی و فرانسوی) در رتبه سوم قرار دارد. در سال ۲۰۱۵، تقریباً ۱۵٫۴ میلیون نفر در سراسر جهان در تمام مراحل تحصیلی در حال یادگیری آلمانی بودند. از آنجا که این تعداد از سال ۲۰۰۵ نسبتاً ثابت باقی مانده است، با فرض متوسط مدت دوره سه ساله و سایر پارامترهای تخمینی، تقریباً می‌توان استنباط کرد ۷۵ تا ۱۰۰ میلیون نفر در سراسر جهان به آلمانی به عنوان یک زبان خارجی تسلط دارند. طبق یک نظرسنجی در سال ۲۰۱۲, ۴۷ میلیون نفر در اتحادیه اروپا ادعا داشتند که مهارت بالایی در آلمانی به عنوان زبان خارجی دارند. در اتحادیه اروپا، بدون احتساب کشورهایی که این زبان رسمی است، آلمانی به عنوان یک زبان خارجی در اروپای شرقی و شمالی، یعنی جمهوری چک، کرواسی، دانمارک، هلند، اسلواکی، مجارستان، اسلوونی، سوئد و لهستان محبوب‌ترین زبان است. آلمانی زمانی و تا حدی هنوز هم زبان میانجی در این مناطق است. 

## آلمانی معیار
پایه آلمانی معیار کتاب مقدس لوتر است که توسط مارتین لوتر ترجمه شده و از زبان درباری ساکسونی ریشه گرفته است.  امروزه در مناطقی از آلمان گویش‌های محلی سنتی با گویش‌های جدید آلمانی معیار جایگزین شده‌اند. این امر در مناطق وسیعی از شمال آلمان و در شهرهای بزرگِ دیگر مناطقِ کشور وجود دارد. یادآوری این نکته مهم است که آلمانی معیار گفتاری با نوشتاری رسمی تفاوت زیادی دارد، به ویژه از نظر دستور زبان و نحو که از گویش‌ها تأثیر پذیرفته است.
آلمانی معیار از نظر واژگان، تلفظ و حتی دستور زبان و دستور خط بسته به منطقه در میان کشورهای آلمانی‌زبان تفاوت دارد. این گوناگونی را نباید با گوناگونی گویشهای محلی اشتباه گرفت. گرچه گویش‌های محلی آلمانی معیار فقط تا حدودی تحت تأثیر گویش‌های محلی هستند، اما بسیار از آن‌ها متمایز هستند؛ بنابراین آلمانی یک زبان چندکانونی در نظر گرفته می‌شود.
در بیشتر مناطق، گویشوران بسته به شرایط از یک زنجیره گویشی از گویش محلی خود تا آلمانی معیار استفاده می‌کنند.

### گونه‌ها

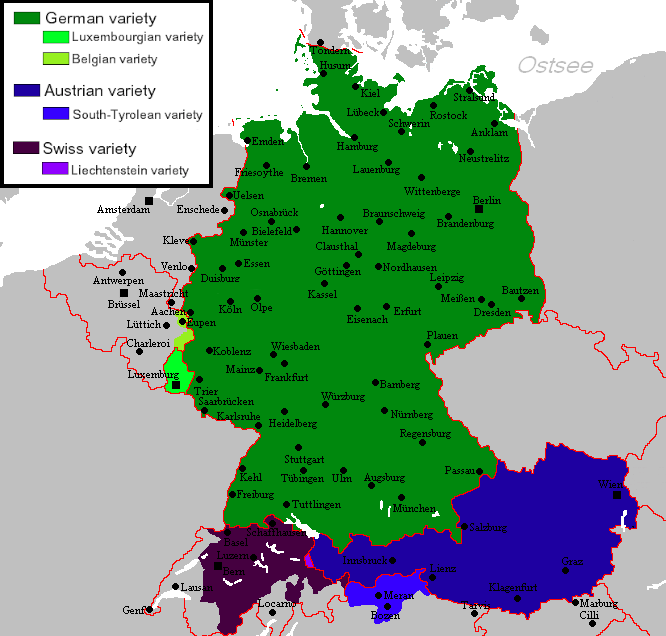
گونه‌های معیار ملی و منطقه‌ای آلمانی.

در زبان‌شناسی گویشهای آلمانی از گونه‌های آلمانی معیار متمایز هستند. گونه‌های آلمانی معیار به گونه‌های مختلف محلی زبان چندکانونی آلمانی معیار اشاره دارد. آن‌ها فقط از نظر واژگان و واج‌شناسی تفاوت کمی دارند. در مناطق خاص، به ویژه در شمال آلمان، آن‌ها جایگزین گویش‌های سنتی آلمانی شده‌اند.
- آلمانی معیار آلمان
- آلمانی معیار اتریش
- آلمانی معیار سوئیس

در بخش‌های آلمانی‌زبان سوئیس، در گفتار به ندرت از آلمانی معیار استفاده می‌شود و استفاده از آن تا حد زیادی به زبان نوشتاری محدود می‌شود. طبق آمار حدود ۱۱٪ از ساکنان سوئیس در خانه به زبان آلمانی بالا (آلمانی معیار) صحبت می‌کنند که بیشتر آن‌ها مهاجران آلمانی هستند. این وضعیت را دوزبانگونگی درونی می نامند. از آلمانی معیار سوئیس در سامانه آموزشی سوئیس و از آلمانی اتریشی رسماً در سامانه آموزشی اتریش استفاده می‌شود.
در شمال آلمان به‌طور معمول آمیزهٔ گویش محلی و معیار وجود ندارد. گونه محلی در آنجا آلمانی پایین است، در حالی که آلمانی معیار «گونه‌ای» از آلمانی بالا است. از آنجا که فاصله زبانی این دو بسیار بیشتر است، گویش‌های آلمانی پایین نسبت به آلمانی معیار همان وضعیت گویش‌های آلمانی بالا (مانند باواریایی، سوابی و هسه‌ای) را ندارند.

## گویش‌ها

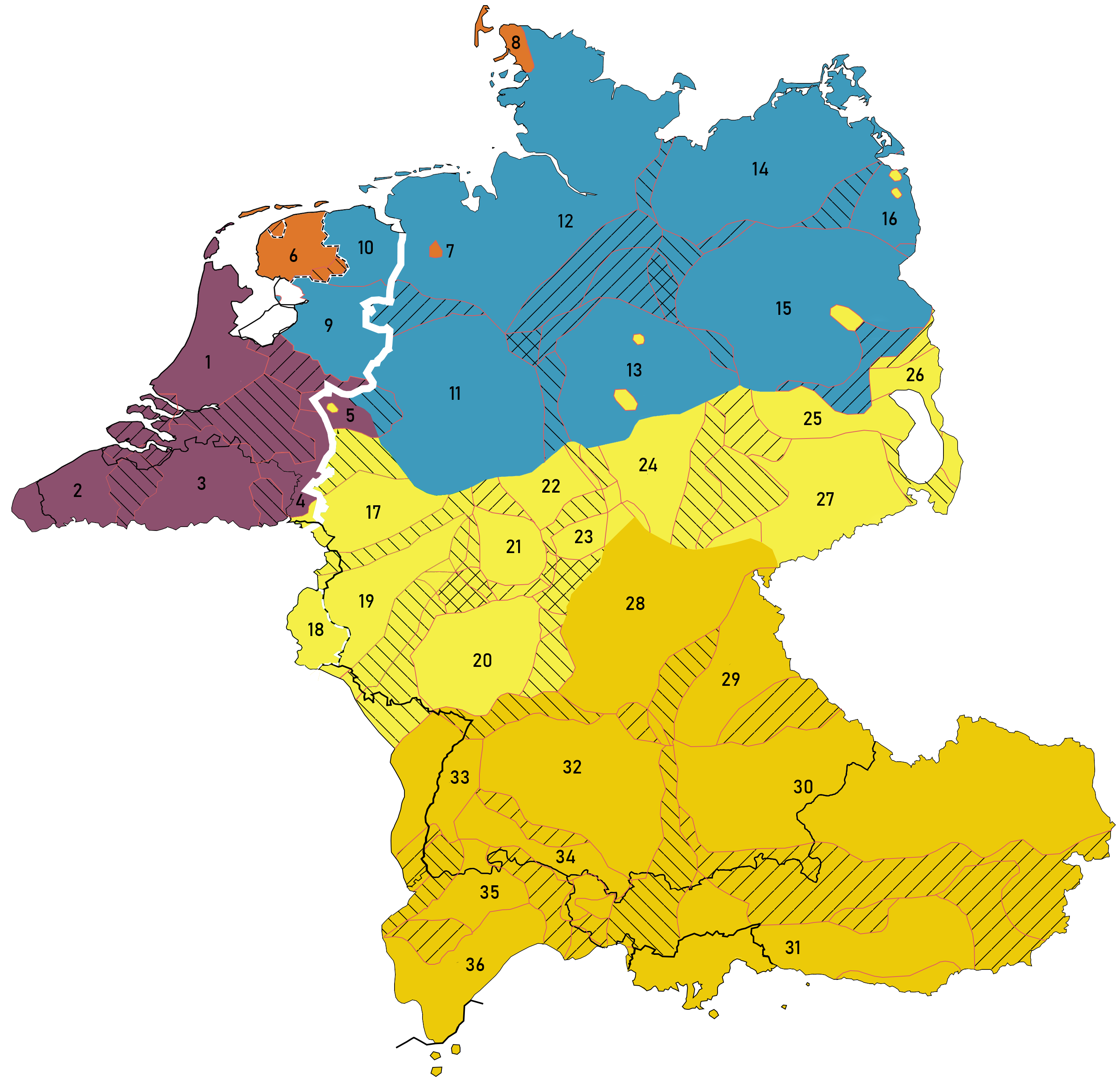
گروه‌های گویشی آلمانی-هلندی:
آلمانی پایین
مناطق پیشین آلمانی پایین پیش از ۱۹۴۵/۵۰
آلمانی میانه
مناطق پیشین آلمانی میانه پیش از ۱۹۴۵/۵۰
آلمانی بالا
مناطق پیشین آلمانی بالا پیش از ۱۹۴۵/۵۰
فرانکی پایین
فریسی

گویش‌های آلمانی گونه‌های محلی سنتی آن هستند. بسیاری از آن‌ها با آلمانی معیار درک متقابل ندارند و تفاوت‌های زیادی در واژگان، واج‌شناسی و نحو دارند. اگر از تعریف محدود مبتنی بر فهم متقابل زبان استفاده شود، بسیاری از گویش‌های آلمانی به عنوان زبان‌های جداگانه در نظر گرفته می‌شوند (همانند اتنولوگ). با این حال، چنین دیدگاهی در میان زبان‌شناسان آلمانی غیر معمول است.
زنجیره گویشی آلمانی به‌طور سنتی به آلمانی بالا و آلمانی پایین (یا ساکسونی پایین) تقسیم می‌شود. با این حال، از لحاظ تاریخی، گویش‌های آلمانی بالا و گویش‌های آلمانی پایین به یک زبان واحد تعلق ندارند. با این وجود، در آلمان امروز، آلمانی پایین حتی توسط بسیاری از گویشوران بومی‌اش اغلب به عنوان یک گروه گویشی از آلمانی معیار شناخته می‌شود. این پدیده در شرق هلند نیز یافت می‌شود که گویش‌های سنتی که از همین شاخه آلمانی پایین هستند، به عنوان گویش‌های هلندی شناخته می‌شوند.
گوناگونی در میان گویش‌های آلمانی قابل توجه است و غالباً فقط گویش‌های همسایه برای هم قابل درک هستند. برخی از گویش‌ها برای افرادی که فقط آلمانی معیار را می‌دانند قابل درک نیستند. با این حال، تمام گویش‌های آلمانی متعلق به زنجیره گویشی آلمانی بالا و آلمانی پایین هستند.

## دستور زبان
زبان آلمانی در سیر تحول تاریخی خود به بخش عمده‌ای از ویژگی‌های دستوری و نیز واژگان بومی ژرمنی وفادار مانده و آن‌ها را در دستگاه دستوری و واژگانی خود زنده نگاه داشته است مانند جنسیت (مذکر، مؤنث یا خنثی)، پیشوندها و پسوندهایِ باستانی، صرف اسم و صفت و حرف تعریف، امکان ساختن واژه‌های ترکیبی طولانی و ساختمان پیچیدهٔ نحوی چهرگَشتار(inflectional) و ترکیبگر (synthetics) که در زبان نیا-هندواروپایی یافت می‌شده است. در مقابل، زبان انگلیسی (که با آلمانی هم‌خانواده است) با از دست دادن بیش‌تر این ویژگی‌ها به زبانی بسیار ساده‌تر از نظر دستوری بدل شده است. زبان فرانسه نیز مانند انگلیسی، نسبت به زبان نیای خود (زبان لاتین) بسیار ساده‌تر شده است. در واقع این دو زبان از زبان‌هایی با ساختار ترکیبی به زبان‌هایی با ساختار تحلیلی تحول یافته‌اند. لازم به ذکر است که زبان‌های محلی معمولا دارای دستور زبان و اصطلاحات متفاوتی نسبت به آنچه در کتاب‌ها نوشته می‌شوند، هستند.
این دگرگشت بنیادی ساختار زبان در مورد زبان‌های انگلیسی و فرانسه و پایداری زبان آلمانی بر بخش عمده‌ای از ساختارهای دیرینهٔ ژرمنی خود، در سرگذشت تاریخی این زبان‌ها در جهان مدرن نقش اساسی داشته است. یکی از مهم‌ترین نتیجه‌های آن این است که زبان فرانسه توانایی پاره‌پیوندی (compounding) خود را بسیار از دست داده و از مایه‌های بومی خود کمتر می‌تواند واژهٔ پاره‌مند بسازد. از این جهت، برای توسعهٔ خود در جهت نیازهای جهان مدرن، ناگریز از وام‌گیری بی‌نهایت از یونانی و لاتینی بوده است که چنین توانای‌ای دارند. زبان انگلیسی نیز که بسیار، اما کمتر از فرانسه، تحلیلی شده است و توانایی پاره‌پیوندی آن بسیار کمتر شده است و پاره‌پیوندهای بیش از سه یا چهار سیلاب را از مایهٔ بومی خود برنمی‌تابد به این دلیل همان راه زبان فرانسه را در پیش گرفته است، یعنی وام‌گیری بی‌نهایت از زبان‌های یونانی و لاتینی، به ویژه برای کاربردهای علمی و فنی. اما آلمانی که توانایی پاره‌پیوندی گستردهٔ خود را نگاه داشته، می‌تواند مانند یونانی و لاتینی از مایه‌های ژرمنیک خود، از چسبانش ستاکها و پیشوندها و پسوندها، ترکیب‌های تازه و بس‌پاره بسازد. با این همه، زبان آلمانی نیز در وامگیری واژه‌ها از مایهٔ یونانی و لاتینی از راه فرانسه و انگلیسی، یا سرراست با وام گرفتن از خود آن زبان‌ها، یا ساختن پاره‌پیوندهای تازه از لغت‌مایه‌های آن زبان‌ها، به ویژه برای زبانِ علم و تکنولوژی، درنگ نکرده است.
یونسکو معتقد است که زبان آلمانی یکی از «ده زبان سخت» جهان است.

### اسم

#### جنسیت
نام‌ها در این زبان یکی از سه جنس مذکر، مؤنث یا خنثی دارند. همچنین اسم‌های جمع هم گاهی چهارمین جنس این زبان درنظرگرفته می‌شوند. بر اساس اینکه یک نام چه جنسی داشته باشد و بر اساس جایگاهش در جمله، گاهی حرف تعریف ویژه‌ای پیش از آن ظاهر می‌شود تا موقعیت آن واژه را در جمله نشان دهد. اضافه کردن این حرف‌های تعریف، آلمانی را به بیش‌تر نزدیک می‌کند.

#### حالت مفعولی
در زبان آلمانی، مفعول با زبان فارسی، بسیار متفاوت است. در زبان فارسی، اگرچه مفعول واژه‌ای است که در پاسخ به یکی از دو پرسش «چه چیزی را» یا «چه کسی را» می‌آید، در آلمانی یک نوع از مفعول‌ها این گونه است. معمولاً این نوع مفعول که در پاسخ به «چه چیزی را» یا «چه کسی را» می‌آید مفعول بی‌واسطه یا akkusativ نام دارد. یک جور مفعول هم در آلمانی هست که مفعول باواسطه نام دارد؛ بدان معنا که کاری یا درخواستی با واسطه‌ای روی چیزی یا کسی رخ دهد که آن چیز یا کس مفعولِ باواسطه یا dativ نام می‌گیرد. برخی افعال در آلمانی هستند که مفعولشان باواسطه است و برخی هم بی‌واسطه و برخی هم هر دو را می‌گیرند. برخی حروف اضافهٔ دستوری هستند که به هر اسمی بچسبند آن را در موقعیت مفعولِ بی‌واسطه یا باواسطه قرار می‌دهند؛ مثلاً فعل gefallen به معنای «خوش آمدن» یا «پسندِ کسی شدن» در زمرهٔ افعالی است که مفعول باواسطه می‌خواهد. مانند جملهٔ زیر:

Ihre Meinung gefällt mir sehr.

به معنای:

عقیدهٔ شما بسیار مورد پسند من است. (یعنی «من از آن خیلی خوشم می‌آید.»)

اینجا واژهٔ mir ضمیر مفعولی باواسطه از ضمیر ich به معنای من است.

### حروف اضافه
در این زبان، حروف اضافهٔ دستوری، واژه یا گروه‌واژه‌ای که پس از آن می‌آید را در یکی از سه حالت زیر قرار می‌دهد:
- مفعولی بی‌واسطه یا akkusativ
- مفعولی باواسطه یا dativ
- اضافهٔ مِلکی یا genitiv

برخی از این حروف اضافه، بر حسب این که واژه یا گروه‌واژه‌ای که پس از آن می‌آید چه نقشی از نقوش سه گانهٔ بالا را بگیرد، معنیشان به کلی فرق می‌کند. از این رو، بر حسب معنایی که منظور است، ممکن است یک حرف اضافه چند نقش متفاوت داشته باشد.

#### حروف تعریف اسامی
در زبان آلمانی حروف تعریف گذشته از نشان دادن معرفه یا نکره بودن یک اسم، می‌توانند خصوصیات حالت اسم، شامل حالت فاعلی (Nominativ)، مفعولی مستقیم (Akkusativ)، مفعولی غیر مستقیم (Dativ) و ملکی (Genitiv) را هم نشان دهند. با توجه به بی‌قاعده بودن ساختن جمع اسامی در زبان آلمانی، حروف تعریف در بسیاری موارد به عنوان نشان دهنده حالت جمع یا مفرد اسم هم مورد استفاده قرار می‌گیرند.
جملات خبری (Aussagesätze)
جملات خبری، جملاتی هستند که اطلاعاتی را به مخاطب ارائه می‌دهند. در این جملات، فعل در جایگاه دوم قرار دارد. این ساختار به شما امکان می‌دهد تا اطلاعات را به شیوه‌ای سازمان‌یافته و قابل فهم ارائه دهید.
ساختار جملات خبری:
- نهاد + فعل + مفعول/قید/اطلاعات زمانی و مکانی

## واژگان

درصد زبان‌های مورد استفاده بر روی اینترنت - آلمانی ۵٪

بیشتر واژگان آلمانی از شاخه ژرمنی از خانواده زبان‌های هندواروپایی گرفته شده‌اند.  با این حال، این زبان شمار بالایی وام‌واژه از زبان‌های دیگر، به ویژه لاتین، یونانی، ایتالیایی، فرانسوی و اخیراً انگلیسی، دارد. در اوایل سده نوزدهم، یوآخیم هاینریش کامپه برآورد کرد که یک پنجم کل واژگان آلمانی ریشه فرانسوی یا لاتین دارد.
واژگان لاتین در دوران امپراتوری روم به نیای آلمانی وارد شده‌اند و بنابراین همه تغییرات صوتی آلمانی نیز بر آن‌ها اعمال شده است. پس منشأ آن‌ها برای بیشتر گویشوران قابل تشخیص نیست (برای نمونه Pforte , Tafel , Mauer , Käse , Köln از porta , tabula , murus , caseus , Colonia لاتین) وام‌گیری از لاتین پس از سقوط امپراتوری روم در زمان مسیحی‌سازی به واسطه کلیسا و صومعه‌ها ادامه یافت. هجوم مهم دیگر واژگان لاتین را می‌توان در طول رنسانس مشاهده کرد. در متون علمی، وام‌گیری از لاتین تا به امروز ادامه داشته‌اند، هرچند در چند دهه اخیر اغلب به‌طور غیرمستقیم و از انگلیسی وارد آلمانی شده‌اند. در سده‌های ۱۵ تا ۱۷، تأثیر ایتالیایی بسیار زیاد بود که منجر به ورود بسیاری از واژگان ایتالیایی در زمینه‌های معماری، مالی و موسیقی شد. تأثیر فرانسوی در سده ۱۷ تا ۱۹ منجر به واردات بیشتر واژگان فرانسوی شد. نفوذ انگلیسی از سده نوزدهم آغاز شد، اما این زبان در نیمه دوم سده بیستم تسلط پیدا کرد.

## نوشتار

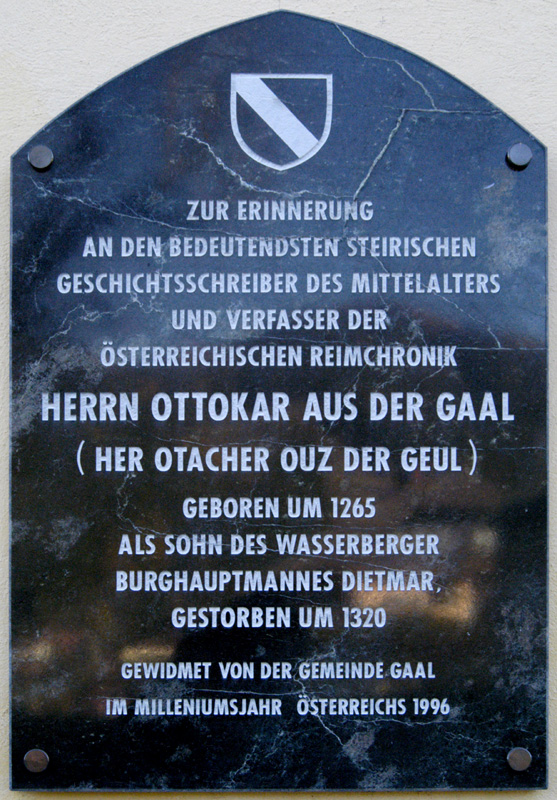
نمونه‌ای از یک نوشته به آلمانی

زبان آلمانی با الفبای لاتین نوشته می‌شود. این الفبا علاوه بر ۲۶ حرف استاندارد، سه واکه با علامت دونقطه، یعنی ä، ö و ü، و همچنین حرف استست (ß) دارد. در سوئیس و لیختن‌اشتاین، به جای ß از ss استفاده می‌شود. از آنجا که ß هرگز در آغاز واژه نمی‌آید دارای شکل بزرگ نبود، اما در سال ۲۰۱۷، ẞ به عنوان شکل بزرگ آن معرفی شد. در گذشته ſ یا s کشیده نیز در نوشتار آلمانی استفاده می‌شد که امروزه منسوخ شده است.
سامانه نوشتاری آلمانی بسیار واجی و نوشتار آن بسیار مطابق با گفتار است و بنابراین به جز استثناهایی، تلفظ‌ها را کاملاً می‌توان از روی املا تعیین کرد. با این حال، در موارد بسیاری به جای املای واجی، املای تاریخی یا مشابه با سایر املاها استفاده می‌شود.

### الفبا
الفبای آلمانی از ۲۶ حرف استاندارد لاتین و ۴ حرف افزوده به شرح زیر است:
| I /i/    | H /ha/       | G /ɡe/  | F /ɛf/ | Е /e/   | D /de/ | C /t͡se/ | B /be/ | Ä /ɛ/       | А /a/        |
| R /ɛʁ/   | Q /kve/,/ku/ | P /pe/  | Ö /ø/  | O /o/   | N /ɛn/ | M /ɛm/  | L /ɛl/ | K /ka/      | J /je/,/jɔt/ |
| Z /t͡sɛt/ | Y /ʏpsilɔn/  | X /ɪks/ | W /ve/ | V /faʊ̯/ | Ü /y/  | U /u/   | T /te/ | ẞ /ɛsˈt͜sɛt/ | S /ɛs/       |

## واج‌شناسی

### واکه‌ها
|       | A    | Ä          | E        | I    | O    | Ö    | U    | Ü    |
| ----- | ---- | ---------- | -------- | ---- | ---- | ---- | ---- | ---- |
| کوتاه | /a/  | /ɛ/        | /ɛ/, /ə/ | /ɪ/  | /ɔ/  | /œ/  | /ʊ/  | /ʏ/  |
| بلند  | /a:/ | /ɛ:/, /e:/ | /e:/     | /i:/ | /o:/ | /ø:/ | /u:/ | /y:/ |

| نوشتار | ai, ei, ay, ey | au   | äu, eu |
| تلفظ   | /aɪ̯/           | /aʊ̯/ | /ɔʏ̯/   |

### همخوان‌ها
سامانه همخوانی آلمانی با داشتن تقریباً ۲۶ واج، در مقایسه با سایر زبان‌ها در میانه قرار دارد. /p͡f/ انسایشی یکی از غیرمعمول‌ترین همخوان‌های این زبان است. این همخوان‌ها عبارتند از:
|         | لبی | لثوی | پسالثوی/ کامی | نرم‌کامی | زبانکی | چاکنایی |
| ------- | --- | ---- | ------------- | ------- | ------ | ------- |
| خیشومی  | m   | n    |               | ŋ       |        |         |
| انسدادی | p b | t d  |               | k ɡ     |        |         |
| انسایشی | pf  | ts   | tʃ (dʒ)       |         |        |         |
| سایشی   | f v | s z  | ʃ (ʒ)         | x       | (ʁ)    | h       |
| لرزشی   |     | r    |               |         | (ʀ)    |         |
| ناسوده  |     | l    | j             |         |        |         |

## ادبیات
زبان آلمانی در ادبیات آلمان به کار رفت و رد پای آن را می‌توان تا سده‌های میانه یا قرون وسطی جستجو کرد. در این دوره، نویسندگان و شاعران برجسته‌ای همچون والتر فون در فوگلواید و ولفرام فون اشنباخ آثاری نوشتند.
آثاری همچون سرود نیبلونگ‌ها از نویسنده‌ای ناشناس و دیگر مجموعه‌ها و قصه‌های مشهور در این دوره، توسط برادران گریم در سده نوزدهم میلادی جمع‌آوری و منتشر شد که برخی از آن‌ها شهرت جهانی دارند.
خداشناس و کشیش مشهور آلمانی، مارتین لوتر، با ترجمهٔ کتاب مقدس به زبان آلمانی، اعتبار زیادی به این زبان بخشید. از میان شاعران و نویسندگان مشهور آلمانی‌زبان، می‌توان به گوتهولد افرایم لسینگ، یوهان ولفگانگ گوته، فریدریش شیلر، هانریش فون کلایست، ارنست هوفمان، برتولت برشت، هاینریش هاینه و آرنو اشمیت اشاره کرد.
زبان آلمانی از جایگاه ویژه‌ای در فلسفه برخوردار است و فیلسوفان بسیاری مانند نیچه ،کارل مارکس، هگل، شوپنهاور، کانت به زبان آلمانی مطالب خود را نوشته‌اند.
تاکنون سیزده آلمانی‌زبان برندهٔ جایزهٔ نوبل ادبیات شده‌اند که عبارتند از تئودور مومسن، رودولف کریستف یوکن، پال هیزه، گرهارد هاوپتمان، کارل اشپیتلر، توماس مان، نلی زاکس، هرمان هسه، هاینریش بل، الیاس کانتی، گونتر گراس، الفریده یلینک و هرتا مولر.
| یوهان ولفگانگ گوته (۱۷۴۹–۱۸۳۲) | فریدریش شیلر (۱۷۵۹–۱۸۰۵) | برادران گریم (۱۷۸۵–۱۸۶۳) | توماس مان (۱۸۷۵–۱۹۵۵) | هرمان هسه (۱۸۷۷–۱۹۶۲) |
| ------------------------------ | ------------------------ | ------------------------ | --------------------- | --------------------- |
|                                |                          |                          |                       |                       |

## نمونه‌ها
ماده یک اعلامیه جهانی حقوق بشر به آلمانی:

«ماده ۱: همه انسان‌ها آزاد زاده شده و در حرمت و حقوق با هم برابرند. عقلانیت و وجدان به آن‌ها ارزانی شده و لازم است تا با یکدیگر عادلانه و برادرانه رفتار کنند.»

### کتابشناسی
- Ammon, Ulrich; Bickel, Hans; Ebner, Jakob; Gasser, Markus; Esterhammer, Ruth (2004). Variantenwörterbuch des Deutschen: Die Standardsprache in Österreich, der Schweiz und Deutschland sowie in Liechtenstein, Luxemburg, Ostbelgien und Südtirol [German variant dictionary: The standard language in Austria, Switzerland and Germany as well as in Liechtenstein, Luxembourg, East Belgium and South Tyrol] (به آلمانی). Berlin: W. de Gruyter. ISBN 978-3-11-016575-3. Archived from the original on 29 January 2024. Retrieved 20 November 2020.
- Bach, Adolf (1965). Geschichte der deutschen Sprache. Heidelberg: Quelle & Meyer.
- Barbour, Stephen; Stevenson, Patrick (1990). Variation in German. Cambridge: Cambridge University Press. ISBN 978-0-521-35704-3.
- Cercignani, Fausto (1979). The Consonants of German: Synchrony and Diachrony. Milano: Cisalpino.
- Clyne, Michael (1995). The German Language in a Changing Europe. Cambridge University Press. ISBN 978-0-521-49970-5.
- Curme, George O. (1922) [1904]. A Grammar of the German Language.
- Deumert, Ama (2003). Markedness and salience in language contact and second-language acquisition: evidence from a non-canonical contact language. Language Sciences. Vol. 25. Elsevier Ltd. pp. 561–613. doi:10.1016/S0388-0001(03)00033-0. ISSN 0388-0001.
- Dickens, A. G. (1974). The German Nation and Martin Luther. New York: Harper & Row.
- Dollinger, St (2021). Österreichisches Deutsch oder Deutsch in Österreich? Identitäten im 21. Jahrhundert [Austrian German or German in Austria: Identities in the 21st Century]. Vienna: New Academic Press. ISBN 978-3-99036-023-1. Archived from the original on 30 December 2023. Retrieved 21 December 2023.
- Durrell, M (2006). "Germanic Languages".  In Brown, Keith (ed.). Encyclopedia of Language & Linguistics. Elsevier. pp. 53–55. doi:10.1016/B0-08-044854-2/02189-1. ISBN 978-0-08-044299-0. – via ScienceDirect (Subscription may be required or content may be available in libraries.)
- Fox, Anthony (2005). The Structure of German. OUP Oxford. ISBN 978-0-19-927399-7.
- Giesbers, Charlotte (2008). Dialecten op de grens van twee talen: Een dialectologisch en sociolinguïstisch onderzoek in het Kleverlands dialectgebied [Dialects on the border of two languages: A dialectological and sociolinguistic investigation in the Kleverland dialect area]. Groesbeek: Reijngoudt-Giesbers. ISBN 978-90-813044-1-2. Archived from the original on 29 January 2024. Retrieved 29 June 2022.
- Goossens, Jan (1977). Deutsche Dialektologie [German dialectology] (به آلمانی) (1. ed.). Berlin: De Gruyter. ISBN 3-11-007203-3. Archived from the original on 29 January 2024. Retrieved 29 June 2022.
- Goossens, Jan (1983). Niederdeutsch: Sprache und Literatur; Eine Einführung [Low German: language and literature; An introduction]. Vol. 1 (2. , rev. and by a bibliogr. supplement expd. ed.). Neumünster: Karl Wachholtz. ISBN 3-529-04510-1.
- Harbert, Wayne (2007). The Germanic Languages. Cambridge Language Surveys. Cambridge University Press. doi:10.1017/CBO9780511755071. ISBN 978-0-521-01511-0. Archived from the original on 2 April 2015. Retrieved 26 February 2015.
- Hattemer, Heinrich (1849). Denkmahle des Mittelalters: St. Gallen's altteutsche Sprachschætze [Monuments of the Middle Ages: St. Gallen's Old German vocabulary]. Vol. 3. Scheitlin und Zollikofer. Archived from the original on 29 January 2024. Retrieved 28 July 2020.
- Heeringa, Wilbert Jan (2004). Measuring Dialect Pronunciation Differences using Levenshtein Distance (Thesis). Archived from the original on 29 January 2024. Retrieved 29 March 2022.
- Holm, John A. (1989). Pidgins and Creoles: Volume 2, Reference Survey (به انگلیسی) (1st ed.). Cambridge: Cambridge University Press. ISBN 978-0-521-35940-5. Archived from the original on 29 January 2024. Retrieved 11 November 2020.
- Kapr, Albert (1993). Fraktur: Form und Geschichte der gebrochenen Schriften (به آلمانی). Mainz: H. Schmidt. ISBN 978-3-87439-260-0.
- Keller, R. E. (1978). The German language. London: Faber. ISBN 978-0-571-11159-6.
- König, Ekkehard; Van der Auwera, Johan, eds. (1994). The Germanic Languages. Routledge Language Family Descriptions. Routledge. ISBN 978-0-415-28079-2. Archived from the original on 2 April 2015. Retrieved 27 February 2015.
- König, Werner; Paul, Hans-Joachim (2019) [1978]. Dtv-Atlas. Deutsche Sprache (به آلمانی). Vol. 1 (19th revised ed.). Munich: Deutscher Taschenbuch Verlag. ISBN 978-3-423-03025-0. Archived from the original on 29 January 2024. Retrieved 29 June 2022.
- Leao, Pedro Macedo (2011). Germany: Keys to understanding German Business Culture (1st ed.). US: Lulupress. ISBN 978-1-4478-6295-6.
- Lewis, M. Paul; Simons, Gary F.; Fennig, Charles D. (2015). Ethnologue: Languages of Africa and Europe, Eighteenth Edition (18th ed.). Dallas: SIL International. ISBN 978-1-55671-391-0. Archived from the original on 29 January 2024. Retrieved 16 October 2020. Sum of Standard German, Swiss German, and all German dialects not listed under "Standard German".
- Lockwood, W. B. (1987). German Today: The Advanced Learner's Guide. Clarendon Press. ISBN 978-0-19-815850-9.
- Marten, Thomas; Sauer, Fritz Joachim, eds. (2005). Länderkunde – Deutschland, Österreich, Schweiz und Liechtenstein im Querschnitt [Regional Geography – An Overview of Germany, Austria, Switzerland and Liechtenstein] (به آلمانی). Berlin: Inform-Verlag. ISBN 978-3-9805843-1-9.
- Nerius, Dieter (2000). "Die Rolle der II. Orthographischen Konferenz (1901) in der Geschichte der deutschen Rechtschreibung". Zeitschrift für deutsche Philologie. 119 (1). ISSN 0044-2496. Archived from the original on 21 January 2021. Retrieved 12 September 2020.
- Reinecke, Adolf (1910). Die deutsche Buchstabenschrift: Ihre Entstehung und Entwicklung, ihre Zweckmäßigkeit und völkische Bedeutung [The German letter font: Its origin and development, its advisability and folkish meaning] (به آلمانی). A. Hasert und C. Archived from the original on 29 January 2024. Retrieved 10 January 2021.
- Robinson, Orrin W. (1992). Old English and its closest relatives: a survey of the earliest Germanic languages. Stanford, Calif.: Stanford University Press. ISBN 978-0-8047-2221-6.
- Rothaug, Rudolf (1910). Geographischer Atlas zur Vaterlandskunde an den österreichischen Mittelschulen [Geographical atlas on the homeland lore at the Austrian secondary schools] (به آلمانی). Vienna: G. Freytag & Berndt.
- Salmons, Joe (2012). A history of German: what the past reveals about today's language (1st ed.). Oxford: Oxford University Press. ISBN 978-0-19-969793-9.
- Sanders, Ruth H. (2010). German: Biography of a Language. Oxford University Press.
- Sanders, Willy (1982). Sachsensprache, Hansesprache, Plattdeutsch: Sprachgeschichtliche Grundzüge des Niederdeutschen [Saxon language, Hanseatic language, Low German: Linguistic-historical basics of Low German] (به آلمانی). Göttingen: Vandenhoeck & Ruprecht. ISBN 3-525-01213-6.
- Scherer, Wilhelm (1868). Zur Geschichte der deutschen Sprache [On the history of the German language] (به آلمانی). Berlin: Franz Duncker. Archived from the original on 29 January 2024. Retrieved 12 September 2020.
- Scherer, Wilhelm; Jankowsky, Kurt R. (1995). Zur Geschichte der Deutschen Sprache [On the history of the German language]. Oxford University. Amsterdam; Philadelphia: J. Benjamins.
- Skottsberg, Carl (1911). The Wilds of Patagonia: A Narrative of the Swedish Expedition to Patagonia Tierra del Fuego and the Falkland Island in 1907– 1909. London, England: Edward Arnold.
- Siebs, Theodor (2000). Deutsche Aussprache. Hochsprache Bühnensprache – Alltagssprache [German pronunciation: Pure and moderate high accent with pronunciation dictionary] (به آلمانی) (19. , umgearbeitete Auflage ed.). Wiesbaden. ISBN 3-928127-66-7.
- Steinicke, Ernst; Walder, Judith; Löffler, Roland; Beismann, Michael (20 December 1999). "Autochthonous Linguistic Minorities in the Italian Alps". Revue de Géographie Alpine (99–2). doi:10.4000/rga.1454. S2CID 85526804.
- Stellmacher, Dieter (2000). Niederdeutsche Sprache [Low German language] (به آلمانی) (2nd ed.). Berlin: Weidler. ISBN 978-3-89693-326-3.
- Super, Charles W. (1893). A history of the German language. University of California Libraries. Columbus, Ohio: Hann & Adair.
- Thomas, Calvin (1992). An Anthology of German Literature. D. C. Heath and Company. ASIN 1010180266.
- Swadesh, Morris (1971). The Origin and Diversification of Language. Transaction Publishers. ISBN 978-0-202-36982-2. Archived from the original on 29 January 2024. Retrieved 28 July 2020.
- Upward, Chris (1997). "Spelling Reform in German". Journal of the Simplified Spelling Society. J21. Archived from the original on 23 September 2014.
- Von Polenz, Peter (1999). "6.5. Inter- und übernationale Beziehungen". Deutsche Sprachgeschichte vom Spätmittelalter bis zur Gegenwart [German language history from the late Middle Ages to the present]. de Gruyter Studienbuch (به آلمانی). Vol. Band III: 19. und 20. Jahrhundert. Berlin; New York: de Gruyter. ISBN 978-3-11-016426-8.
- Wagner, Claudio (2000). "Las áreas de "bocha", "polca" y "murra". Contacto de lenguas en el sur de Chile" [The "bocha", "polka" and "murra" areas. Language contact in southern Chile]. Revista de Dialectología y Tradiciones Populares (به اسپانیایی). 55 (1): 185–196. doi:10.3989/rdtp.2000.v55.i1.432. S2CID 145209650.
- Waterman, John (1976). A history of the German language: with special reference to the cultural and social forces that shaped the standard literary language (Rev. ed.). Seattle: University of Washington Press. ISBN 978-0-295-73807-9.
- Weiss, Gerhard (1995). "Up-to-Date and with a Past: The "Duden" and its History". Die Unterrichtspraxis / Teaching German. 28 (1): 7–12. doi:10.2307/3531328. JSTOR 3531328.
- Wiesinger, Peter (1982). "Die Einteilung der deutschen Dialekte" [The classification of the German dialects].  In Besch, Werner; Wiegand, Herbert Ernst (eds.). Dialektologie. Ein Handbuch zur deutschen und allgemeinen Dialektforschung (به آلمانی) (1 ed.). Berlin, New York: Walter de Gruyter. ISBN 978-3-11-005977-9. Archived from the original on 29 January 2024. Retrieved 29 June 2022.